# 灌丛马先蒿
灌丛马先蒿（学名：Pedicularis thamnophila）是列当科马先蒿属的植物，为中国的特有植物。分布于中国大陆的四川、云南等地，生长于海拔3,200米至3,500米的地区，多生于云杉中及高山灌丛高草原中。

## 亚种
灌丛马先蒿杯状亚种（学名：Pedicularis thamnophila）为玄参科马先蒿属下的一个种。